# Lista de publicações científicas de Albert Einstein

Vier Vorlesungen über Relativitästheorie, 1923

Albert Einstein (1879–1955) foi um renomado físico teórico do século XX, mais conhecido por suas teorias da relatividade especial e relatividade geral. Também fez contribuições importantes para a mecânica estatística, especialmente seu tratamento do movimento browniano, sua resolução do paradoxo de cálculos específicos e sua conexão de flutuações e dissipação. Apesar de suas ressalvas quanto à sua interpretação, Einstein também fez contribuições seminais para a mecânica quântica e, indiretamente, à teoria quântica de campos, principalmente através de seus estudos teóricos do fóton.
As publicações científicas de Einstein estão listadas abaixo em quatro tabelas: artigos científicos, capítulos de livros, livros e traduções autorizadas. Cada publicação é indexada na primeira coluna pelo seu número na bibliografia de Schilpp (Albert Einstein: Philosopher–Scientist, pp. 694–730) e por seu número de artigo no projeto Collected Papers. As referências completas para estas duas bibliografias podem ser encontradas abaixo na seção Bibliografia. Os números de Schilpp são utilizados para referência cruzada em "Classificação e notas" (a coluna final de cada tabela), uma vez que cobrem um período de tempo maior da vida de Einstein no momento. As traduções em português dos títulos são retiradas dos volumes publicados do Collected Papers. Para algumas publicações, no entanto, tais traduções em inglês não estão disponíveis; traduções não oficiais são indicadas com um § sobrescrito. Embora as tabelas sejam apresentadas em ordem cronológica por padrão, cada uma pode ser reorganizada em ordem alfabética para qualquer coluna pelo leitor clicando nas setas na parte superior. Para uma ilustração, para reordenar uma tabela por assunto — por exemplo, para agrupar artigos que pertencem a "Relatividade geral" ou "Resistências específicas" — basta clicar nas setas das colunas "Classificação e notas". Para visualizar a tabela reclassificada, pode-se marcá-la diretamente usando a opção de impressão do navegador da web; o link "Versão para impressão" à esquerda fornece apenas a classificação padrão. Os trabalhos colaborativos de Einstein são destacados em cor lavanda, com o(s) co-autor(es) fornecido(s) na coluna final da tabela.
As muitas obras não-científicas de Einstein não estão incluídas aqui, para limitar o foco e o tamanho da lista. A divisão de trabalhos científicos e não-científicos segue a bibliografia de Schilpp, que cita mais de 130 trabalhos não-científicos, muitas vezes em temas políticos ou humanitários (pp. 730–746). Cinco volumes do Collected Papers (volumes 1, 5, 8–10) são dedicados à suas correspondências, muitas das quais estão preocupadas com questões científicas. Estas cartas também não estão listadas aqui, uma vez que não estavam preparadas para publicação.

## Cronologia e temas principais

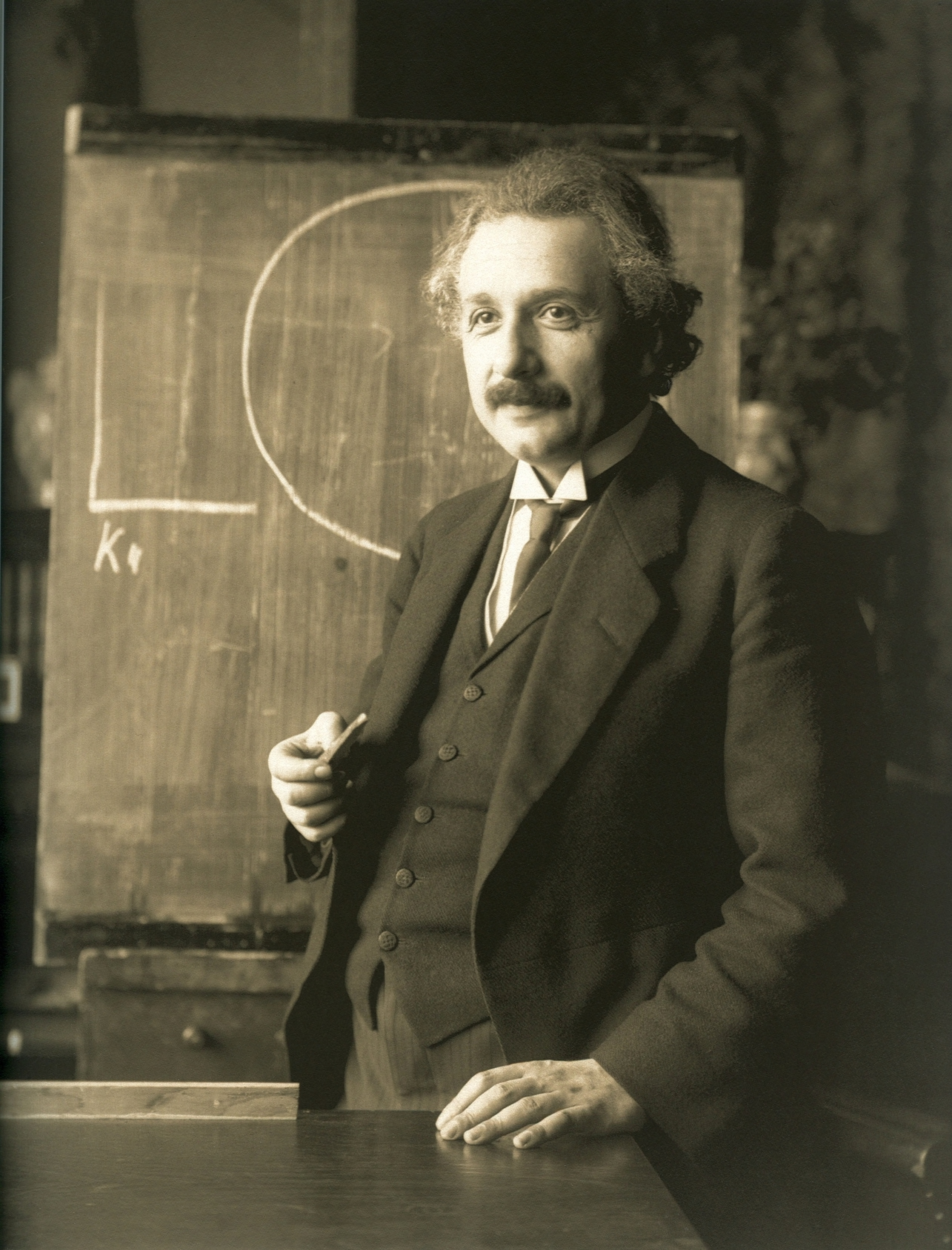
Einstein em 1921

A seguinte lista de descobertas científicas de Einstein fornece um contexto para as publicações listadas abaixo, e esclarece os principais temas que atravessam seu trabalho. As primeiras quatro entradas provêm dos artigos do annus mirabilis ou os artigos do milagre.
- Em 1905, Einstein propôs a existência do fóton, uma partícula elementar associada à radiação eletromagnética (luz), que foi o fundamento da teoria quântica.[2] Em 1909 mostrou que o fóton carrega o momento, bem como a energia, e que a radiação eletromagnética deve ter propriedades semelhantes a partículas e ondas, caso a lei de Planck suporte; este foi um precursor do princípio da dualidade onda-partícula.[3] Ele receberia o Prêmio Nobel de Física de 1921 por este trabalho.
- No mesmo ano desenvolveu uma teoria do movimento browniano em termos de flutuações no número de colisões moleculares com um objeto,[4] fornecendo mais evidências de que a matéria era composta de átomos. Poucas semanas antes, derivou a relação de Einstein para a difusão molecular, que foi o primeiro exemplo do teorema geral de dissipação de flutuação e permitiu uma boa estimativa da constante de Avogadro.[5]
- Também desenvolveu a teoria da relatividade especial, que reconciliou a relatividade do movimento com a constância observada da velocidade da luz (um paradoxo da física do século XIX).[6] Hoje a relatividade especial é um princípio fundamental da física. Suas previsões contra-intuitivas de que os relógios em movimento correm mais devagar, que objetos em movimento são encurtados na direção do movimento e que a ordem dos eventos não é absoluta foram confirmadas experimentalmente.
- Ainda em 1905 desenvolveu seu conceito de equivalência massa-energia. Sua relação E=mc² sugeriu que a matéria é uma forma de energia, que posteriormente foi verificada pelo defeito de massa em núcleos atômicos. A energia liberada nas reações nucleares — o que é essencial para a energia nuclear e as armas nucleares — pode ser estimada a partir de defeitos de massa.[7]
- Em 1907 e novamente em 1911, Einstein desenvolveu a primeira teoria quântica de cálculos específicos, generalizando a lei de Planck.[8] Sua teoria resolveu um paradoxo da física do século XIX em que cálculos específicos eram frequentemente menores do que poderiam ser explicados por qualquer teoria clássica. Seu trabalho também foi o primeiro a mostrar que a lei da mecânica quântica de Planck E=hν é uma lei fundamental da física e não apenas especial à radiação de corpo negro.[9]
- Entre 1907 e 1915, desenvolveu a teoria da relatividade geral, uma teoria clássica de campo da gravitação que fornece a pedra angular da astrofísica e cosmologia modernas.[10] A relatividade geral baseia-se na surpreendente ideia de que o tempo e o espaço interagem dinamicamente com a matéria e a energia, e foi verificada experimentalmente de várias maneiras,[11] confirmando suas previsões de matéria que afeta o fluxo de tempo,[12] arrastamento de estrutura,[13] buracos negros[14] e ondas gravitacionais.[15]
- Em 1917 publicou a ideia do método Einstein–Brillouin–Keller para encontrar a versão de um sistema clássico na mecânica quântica.[16] O famoso modelo de Bohr do átomo de hidrogênio é um exemplo simples, mas o método EBK também fornece previsões precisas para sistemas mais complicados, tais como os cátions dinucleares H2+ e HeH2+.[17]
- Em 1918 desenvolveu uma teoria geral do processo pelo qual os átomos emitem e absorvem radiação eletromagnética (seu coeficiente A e B), que é a base dos lasers (emissão estimulada) e moldou o desenvolvimento da eletrodinâmica quântica moderna, a teoria física mais aceita atualmente.[18]
- Em 1924, juntamente com Satyendra Nath Bose, Einstein desenvolveu a teoria da estatística de Bose-Einstein e do condensado de Bose-Einstein, que constituem a base da superfluidez, supercondutividade e outros fenômenos.[19]
- Em 1935, junto com Boris Podolsky e Nathan Rosen, Einstein apresentou o que atualmente é conhecido como o paradoxo EPR e argumentou que a função de onda quântica-mecânica deve ser uma descrição incompleta do mundo físico.[20]
- Nos trinta anos finais de sua vida, explorou se várias teorias clássicas de campo unificado poderiam explicar o eletromagnetismo e a gravitação e, possivelmente, a mecânica quântica. No entanto, seus esforços não tiveram êxito, já que essas teorias não combinavam com observações experimentais.[21]

## Artigos científicos
A maior parte do trabalho científico original de Einstein apareceu como artigos de revistas. Artigos sobre os quais Einstein colaborou com outros cientistas são destacados em cor lavanda, com o(s) co-autor(es) listado(s) na coluna "Classificação e notas".
| Conclusões Retiradas dos Fenômenos da Capilaridade |

| Sobre a Teoria Termodinâmica da Diferença de Potenciais entre Metais e Soluções Totalmente Dissociadas dos Seus Sais e Sobre um Método Elétrico para Investigação de Forças Moleculares. |

| Teoria cinética do equilíbrio térmico e da segunda lei da termodinâmica |

| Uma teoria dos fundamentos da termodinâmica |

| Sobre a Teoria Molecular Geral do Calor |

| Revisão de Giuseppe Belluzzo: "Princípios da Termodinâmica Gráfica" |

| Revisão de Albert Fliegner: "Sobre a Lei de Entropia de Clausius" |

| Revisão de Nikolay Nikolayevich Schiller: "Algumas Preocupações com a Teoria da Entropia Aumentam Devido à Difusão de Gases Onde Pressões Iniciais dos Últimos são Iguais" |

| Revisão de Jakob Johann Weyrauch: "Sobre o Calor Específico do Vapor de Água Superaquecido" |

| Revisão de Jacobus Henricus van't Hoff: "Influência da Mudança no Capacidade Térmica no Trabalho de Conversão" |

| Revisão de Arturo Giammarco: "Um Caso dos Estados Correspondentes na Termodinâmica" |

| Sobre um Ponto de Vista Heurístico a Respeito da Produção e Transformação da Luz |

| Sobre o movimento de pequenas partículas em suspensão dentro de líquidos em repouso, tal como exigido pela teoria cinético-molecular do calor |

| Revisão de Karl Fredrik Slotte: "Sobre o Calor da Fusão" |

| Revisão de Karl Fredrik Slotte: "Conclusões Desenhadas a partir de uma Equação Termodinâmica" |

| Revisão de Emile Mathias: "The Constant a of Rectilinear Diameters and the Laws of Corresponding States" |

| Review of Paul Langevin: "On a Fundamental Formula of the Kinetic Theory" |

| Sobre a Eletrodinâmica dos Corpos em Movimento |

| A Inércia de um Corpo Depende do seu Conteúdo Energético? |

| Revisão de Heinrich Birven: Fundamentos da Teoria Mecânica do Calor |

| Revisão de Auguste Ponsot: "Calor no deslocamento do equilíbrio de um sistema capilar" |

| Revisão de Karl Bohlin: "On Impact Considered as the Basis of Kinetic Theories of Gas Pressure and of Universal Gravitation" |

| Revisão de Georges Meslin: "On the Constant in Mariotte and GayLussac's Law" |

| Revisão de Albert Fliegner: "The Efflux of Hot Water from Container Orifices |

| Revisão de Jakob Johann Weyrauch: "An Outline of the Theory of Heat. With Numerous Examples and Applications. Part 1 |

| Revisão de Albert Fliegner: "On the Thermal Value of Chemical Processes" |

| Uma Nova Determinação das Dimensões Moleculares |

| Sobre a Teoria do Movimento Browniano |

| Sobre a Teoria da Produção e de Absorção de Luz |

| O Princípio da Conservação do Movimento do Centro de Gravidade e Inércia da Energia |

| Sobre um Método para a Determinação da Razão do Transverso e a Massa Longitudinal do Elétron |

| Revisão de Max Planck: Palestras sobre a Teoria da Radiação Térmica |

| A teoria da radiação de Planck e a teoria do calor específico |

| Sobre o Limite de Validade da Lei do Equilíbrio Termodinâmico e sobre a Possibilidade de Nova Determinação dos Quanta Elementares |

| Sobre a Possibilidade de um Novo Teste do Princípio da Relatividade |

| Comentários sobre a Nota do Sr. Paul Ehrenfest: O Movimento Translatório dos Elétrons Deformáveis e a Lei de Área |

| Sobre a Inércia de Energia Exigida pelo Princípio da Relatividade |

| Revisão de Jakob Johann Weyrauch: Um esboço da Teoria do Calor. Com inúmeros exemplos e aplicações. Parte 2. |

| Sobre o Princípio da Relatividade e Conclusões dela Extraídas |

| Comentários Teóricos sobre o Movimento Browniano |

| Sobre as Equações Eletromagnéticas Fundamentais para Corpos em Movimento |

| Sobre as Forças Ponderomotive Exercidas sobre Corpos em Repouso no Campo Eletromagnético |

| Um novo método eletrostático para a medição de pequenas quantidades de eletricidade |

| Teoria Elementar do Movimento Browniano |

| Observações sobre nosso trabalho: Sobre as equações eletromagnéticas fundamentais para corpos em movimento |

| Comentário sobre o artigo de D. Mirimanoff: Nas equações fundamentais... |

| Sobre o estado atual do problema de radiação |

| Sobre o desenvolvimento de nossas visões sobre a natureza e a constituição da radiação |

| Sobre um teorema do cálculo de probabilidade e sua aplicação na teoria da radiação |

| Investigação estatística do movimento de um ressonador em um campo de radiação |

| A teoria da opalescência de fluidos homogêneos e misturas de líquidos perto do estado crítico |

| O princípio da relatividade e suas consequências na física moderna |

| Sobre a Teoria dos Quanta de Luz e a Questão da Localização da Energia Eletromagnética |

| Sobre as forças ponderomotoras que atuam sobre condutores ferromagnéticos que transportam uma corrente em um campo magnético |

| Comentário sobre a Lei de Eötvös |

| Uma relação entre comportamento elástico e calor específico em sólidos com uma molécula monatômica |

| Comentários sobre os artigos de P. Hertz: Sobre os fundamentos mecânicos da termodinâmica |

| Correção ao meu artigo: uma nova determinação das dimensões moleculares |

| Observações elementares sobre o movimento molecular térmico em sólidos |

| Sobre a influência da gravitação na propagação da luz |

| A teoria da relatividade |

| No paradoxo Ehrenfest |

| Prova termodinâmica da Lei da Equivalência Fotoquímica |

| A velocidade da luz e as estatísticas do campo gravitacional |

| Sobre a Teoria do Campo Gravitacional Estático |

| Resposta a um comentário de J. Stark: Sobre uma aplicação da lei fundamental de Planck... |

| Relatividade e Gravitação. Resposta a um comentário de M. Abraham |

| Comentário sobre a discussão anterior de Abraham: Relatividade e gravitação novamente |

| Existe um efeito gravitacional análogo à indução eletrodinâmica? |

| Esboço de uma Teoria da Relatividade Generalizada e de uma Teoria da Gravitação. I. Parte Física de A. Einstein II. Parte Matemática de M. Grossmann |

| Alguns Argumentos para a Suposição de Agitação Molecular no Zero Absoluto |

| Dedução Termodinâmica da Lei da Equivalência Fotoquímica |

| Fundamentos Físicos de uma teoria da gravitação |

| Max Planck como Cientista |

| Sobre o estado atual do problema da gravitação |

| Teoria da gravitação de Nordstöm do ponto de vista do cálculo diferencial absoluto |

| Fundamentos Físicos de uma Teoria da Gravitação§ |

| Observação sobre o artigo de P. Harzer: Arrastamento de Luz no Vidro e Aberração§ |

| Resposta à resposta de P. Harzer§ |

| Sobre o Estado Atual do Problema de Calores Específicos§ |

| Contribuições para a Teoria Quântica§ |

| Na Teoria da Gravitação |

| Revisão de H. A. Lorentz: O Princípio da Relatividade§ |

| Resposta Complementar a uma Pergunta de Mr. Reißner |

| Sobre os Fundamentos da Teoria da Relatividade Generalizada e da Teoria da Gravitação |

| Trabalho Inaugural§ |

| Fundamentos Formais da Teoria Geral da Relatividade§ |

| Sobre o Problema da Relatividade |

| Fundamentos Físicos e Pensamentos Sugestivos para uma Teoria Gravitacional§ |

| Teoria Gravitacional§ |

| Sobre o Princípio da Relatividade |

| Propriedades de covariância das equações de campo da teoria da gravitação com base na teoria da relatividade generalizada |

| Prova experimental da existência das correntes moleculares de Ampère |

| Resposta a um artigo de M. von Laue: um teorema no cálculo de probabilidade e sua aplicação à teoria da radiação |

| Prova experimental das correntes moleculares de Ampère |

| Prova experimental das correntes moleculares de Ampère |

| Ideias fundamentais da teoria geral da relatividade e a aplicação desta teoria na astronomia§ |

| Sobre a teoria geral da relatividade |

| Explicação do movimento do periélio de Mercúrio a partir da teoria geral da relatividade |

| As equações de campo da gravitação |

| Prova experimental da existência das correntes moleculares de Ampère |

| Bases da teoria da relatividade geral |

| Sobre o artigo de Friedrich Kottler: Sobre a hipótese de equivalência e gravitação de Einstein |

| Um experimento simples para demonstrar as correntes moleculares de Ampère |

| Emissão e absorção de radiação na teoria quântica |

| Sobre a teoria quântica da radiação |

| Revisão de H. A. Lorentz: Teorias estatísticas em termodinâmica |

| Teoria elementar de ondas de água e de voo |

| Uma nova interpretação formal das equações de campo da eletrodinâmica de Maxwell |

| Algumas considerações intuitivas do campo da teoria da relatividade§ |

| Integração aproximada das equações gravitacionais de campo |

| Palestra memorial sobre Karl Schwarzschild |

| Princípio de Hamilton e a teoria geral da relatividade |

| Sobre o teorema quântico de Sommerfeld e Epstein |

| Revisão de Hermann von Helmholtz: Duas palestras sobre Goethe |

| Sobre a teoria quântica da radiação |

| Considerações cosmológicas na teoria geral da relatividade |

| Uma derivação do teorema de Jacobi |

| Friedrich Adler como físico§ |

| Sobre os fundamentos da teoria geral da relatividade |

| É possível determinar experimentalmente os índices de refração de raios-X de sólidos? |

| Comentário sobre a nota de E. Gehrcke: No éter |

| Revisão de Hermann Weyl: Espaço, tempo, matéria |

| Diálogo sobre objeções à teoria da relatividade |

| Nota sobre o artigo de E. Schrödinger: Os componentes de energia do campo gravitacional |

| Comentário sobre a nota de Schrödinger: Sobre um sistema de soluções para as equações de campo gravitacional geralmente covariantes |

| Sobre ondas gravitacionais |

| Comentário crítico sobre uma solução das equações de campo gravitacionais fornecidas pelo Sr. de Sitter |

| A lei da conservação de energia na teoria geral da relatividade |

| Um teste da teoria geral da relatividade |

| Os campos gravitacionais desempenham um papel essencial na estrutura das partículas elementares da matéria? |

| Comentário sobre as flutuações periódicas da longitude lunar, que até agora pareciam inexplicáveis na mecânica newtoniana |

| Equações de campo da teoria geral da relatividade em relação ao problema cosmológico e o problema da constituição da matéria§ |

| Leo Arons como físico |

| Comentário sobre o artigo de W. R. Hess: Contribuição para a teoria da viscosidade de sistemas heterogêneos |

| Até que ponto a teoria gravitacional moderna pode ser estabelecida sem relatividade? |

| Momento de inércia da molécula de hidrogênio§ |

| Propagação de som em gases parcialmente dissociados |

| Minha resposta sobre a teoria anti-relatividade |

| Geometria e experiência |

| Sobre um Complemento Natural na Fundação da Teoria Geral da Relatividade |

| Um Experimento sobre o Processo Elementar de Emissão de Luz |

| Observações sobre a obra de Selety: Contribuições para o Problema Cosmológico§ |

| Review of W. Pauli: Relativity Theory§ |

| Emil Warburg as Researcher§ |

| Theory of the Propagation of Light in Dispersive Media§ |

| Observation on the Work of E. Trefftz: Static Gravitational Field of Two Point Masses§ |

| Quantum Mechanical Observations on the Experiment of Stern and Gerlach§ |

| Observation on the Paper of A. Friedmann: On the Curvature of Space§ |

| Observation on the Note of W. Anderson: New Explanation of the Continuous Spectrum of the Corona§ |

| Experimental Determination of the Pore Diameter in Filters§ |

| Proof of the Non-Existence of an Everywhere-Regular Centrally Symmetric Field According to the Field Theory of Kaluza§ |

| On the General Theory of Relativity§ |

| On Affine Field Theory§ |

| Does Field Theory Offer Possibilities for Solving the Quantum Problem?§ |

| Theory of Relativity§ |

| Quantum Theory of the Equilibrium of Radiation§ |

| Response to an Observation of W. Anderson§ |

| The Compton Experiment§ |

| On the 100th Anniversary of Lord Kelvin's Birth§ |

| Quantum Theory of the Monatomic Ideal Gas§ |

| On the Aether§ |

| Theory of Radiometer Forces§ |

| Thermal Equilibrium in the Radiation Field in the Presence of Matter |

| The Electron and The General Theory of Relativity§ |

| Quantum Theory of the Monatomic Ideal Gas, Part II§ |

| Quantum theory of Ideal Gases§ |

| Unified Field Theory of Gravity and Electricity§ |

| Observation on P. Jordan's Work: Theory of Quantum Radiation§ |

| Origin of River-Meanders and the So-Called Law of Baer§ |

| Suggestion for an Experiment Concerning the Nature of the Elementary Process of Emitting Light§ |

| Interference Properties of Light Emitted by Canal Rays§ |

| Non-Euclidean Geometry and Physics§ |

| Influence of the Earth's Motion on the Speed of Light Relative to Earth§ |

| Formal Relationship of the Riemannian Curvature Tensor to the Field Equations of Gravity§ |

| A Mecânica de Newton e sua Influência na Formação da Física Teórica§ |

| No 200º Aniversário da Morte de Newton§ |

| Teoria de Kaluza da Conexão entre Gravidade e Eletricidade§ |

| General Theory of Relativity and the Law of Motion§ |

| Theoretical and Experimental [Aspects] to the Question of the Generation of Light§ |

| Riemannian Geometry with Preservation of the Concept of Distant Parallelism§ |

| New Possibility for a Unified Field Theory of Gravity and Electricity§ |

| Concerning "The Relativistic Deduction" by M. E. Meyerson§ |

| Address to Prof. Planck [upon receiving the Planck medal]§ |

| Unified Field Theory§ |

| Unified Field Theory and Hamilton's Principle§ |

| On the Unified Theory of Fields§ |

| Special Session of the Scientific Society of Argentina§ |

| On Kepler§ |

| The Problems of Space, Fields and Aether in Physics§ |

| Space, Aether and Field in Physics§ |

| Unified theory of the physical field§ |

| A Unified Field Theory Based on the Riemannian Metric and Distant Parallelism§ |

| The Space-Time Problem§ |

| Review of S. Weinberg: Theory of Knowledge§ |

| Consistency of the Field Equations in the Unified Field Theory§ |

| Two Strictly Static Solutions of the Field Equations of the Unified Field Theory§ |

| Theory of Spaces with a Riemannian Metric and Distant Parallelism§ |

| On the Present Status of the General Theory of Relativity§ |

| On the Cosmological Problem of the General Theory of Relativity§ |

| Systematic Investigation of Consistent Field Equations That Can Be Posited in a Riemannian Space with Distant Parallelism§ |

| Unified Field Theory of Gravity and Electricity§ |

| In Remembrance of Albert A. Michelson§ |

| On Dr. Berliner's 70th Birthday§ |

| Present Status of Relativity Theory§ |

| Unified Field Theory of Gravity and Electricity, Part II§ |

| Semi-Vectors and Spinors§ |

| Uncertainty Relations§ |

| Dirac Equations for Semi-Vectors§ |

| Division of the Most Natural Field-Equations for Semi-Vectors in Spinor Equations of the Dirac Type§ |

| Representation of Semi-Vectors as Ordinary Vectors with Unusual Differentiation Properties§ |

| Physics and Reality§ |

| Mecânica quântica e realidade§ |

| In memory of Max Planck§ |

## Capítulos de livros
Com exceção da publicação #288, os seguintes capítulos de livros foram escritos por Einstein; ele não tinha co-autores. Dado que a maioria dos capítulos estão em inglês, as traduções do inglês não recebem suas próprias colunas, mas são fornecidas entre parênteses após o título original; isso ajuda a tabela a caber dentro das margens da página.
| Present State of the Problem of Specific Heats§ |

| Reports of the 1st Solvay Conference of Physics§ |

| Theoretical Atomic Science§ |

| Physics§ |

| Relativity Theory§ |

| Physics§ |

| Foreword |

| Foundations of Einstein's Gravitational Theory§ |

| Motives for Research |

| Talks in Honor of Max Planck's 60th Birthday§ |

| Simple Application of Newton's Law of Gravitation to Spherical Collections of Stars§ |

| Celebratory Work for the 10th Anniversary of the Kaiser Wilhelm Society§ |

| Theoretical Observations on the Superconductivity of Metals§ |

| A Book Honoring H. Kamerlingh Onnes§ |

| Preface§ |

| Appendix: Eddington's Theory and Hamilton's Principle§ |

| Relativity Theory, Treated Mathematically§ |

| Theoretical Atomic Science§ |

| Physics, 2nd edition§ |

| Relativity theory§ |

| Physics, 2nd edition§ |

| The Special Theory of Relativity§ |

| On the Present Status of Field Theory§ |

| Celebratory Work for Dr. A. Studola§ |

| Foreword§ |

| Boundary Surface Processes in Biological and Inorganic Nature§ |

## Livros
Os seguintes livros foram escritos por Einstein. Com exceção da publicação #278, ele não tinha co-autores.
| A New Determination of Molecular Dimensions |

| Foundations of the General Theory of Relativity§ |

| On the Special and General Theory of Relativity (A Popular Account) |

| On the Special and General Theory of Relativity (A Popular Account) |

| On the Special and General Theory of Relativity (A Popular Account) |

| Aether and Relativity Theory: A Talk Given on May 5, 1920 at the University of Leiden§ |

| Geometry and Experience: Expanded Edition of the Celebratory Lecture Given at the Prussian Academy§ |

| Four Lectures on Relativity Theory, Given in May 1921 at Princeton University§ |

| Investigations of Brownian Motion§ |

| Fundamental Ideas and Problems of Relativity Theory§ |

| Foundations of the General Theory of Relativity§ |

| Physics as an Adventure of the Mind§ |

## Traduções autorizadas
As seguintes traduções de seu trabalho foram autorizadas por Einstein.
| Índice      | Ano  | Título do livro                                                                                     | Tradutor                 | Editora (Local)                        | Classificação e notas |
| ----------- | ---- | --------------------------------------------------------------------------------------------------- | ------------------------ | -------------------------------------- | --- |
| Schilpp 128 | 1920 | The Principle of Relativity: Original Papers                                                        | MN Saha and SN Bose      | University of Calcutta (Kolkata)       | Special and general relativity. Includes English translations of (journal) publications #9 and 89, with a historical introduction by PC Mahalanobis. The work of Hermann Minkowski is also included. |
| Schilpp 130 | 1920 | Relativity, the Special and the General Theory: A Popular Exposition                                | Robert W Lawson          | Methuen (London)                       | Special and general relativity. Authorized translation of the 5th German edition of Ueber die spezielle und die allgemeine Relativitaetstheorie, gemeinverstaendlich (cf. publications #102, 110, 129). The text also includes Dr. Lawson's biographical sketch of Albert Einstein, a short bibliography on relativity theory and an appendix written for this edition entitled "Experimental confirmation of the general theory of relativity". Up to 10 editions were published by Methuen, the last in 1931. |
| Schilpp 137 | 1921 | Relativity, the Special and the General Theory: A Popular Exposition                                | RW Lawson                | Holt (Nova Iorque)                     | Special and general relativity. Effectively the same as publication #130. Later imprints were Smith (Nova Iorque, 1931) and Hartsdale House, Inc. (Nova Iorque, 1947). |
| Schilpp 138 | 1921 | Teoría de la relatividad especial y general                                                         | F. Lorente de Nó         | Peláez (Toledo)                        | Special and general relativity. Spanish translation of publication #129. Two later editions were Ruiz de Lara (Cuenca, 1923) and Medina (Toledo, 1925). |
| Schilpp 139 | 1921 | Sulla teoria speciale e generale della relatività: Volgarizzazione                                  | G. L. Calisse            | Zanichelli (Bologna)                   | Special and general relativity. Italian translation of publication #129. |
| Schilpp 140 | 1921 | Teoriia Otnositel'nosti: Obshchedostypnoe Izlozhenie                                                | G. B. Itel'son           | Slowo (Berlin)                         | Special and general relativity. Russian translation of publication #129. Re-published in 1922 with the same imprint. |
| Schilpp 141 | 1921 | La théorie de la relativité restreinte et géneralisée                                               | Mlle. J. Rouviere        | Gauthier (Paris)                       | Special and general relativity. French translation of publication #129. |
| Schilpp 142 | 1921 | The Meaning of Relativity: Four Lectures Delivered at Princeton University                          | Edwin P. Adams           | Princeton University Press (Princeton) | Special and general relativity. Reprinted in 1922 and 1923. Also released in 1922 and 1924 under the imprint Methuen (London). Translations are found in publications #166, 167, and 179, whereas the German text is listed as publication #156. A second edition was also released; see publication #297. |
| Schilpp 144 | 1921 | La géometrie et l'expérience                                                                        | Maurice Solovine         | Gauthier (Paris)                       | Relatividade geral. French translation of publication #143. A second edition was also published by Gauthier in 1934. |
| Schilpp 145 | 1921 | L'éther et la théorie de la relativité                                                              | Maurice Solovine         | Gauthier (Paris)                       | Special and general relativity. French translation of publication #131. Reprinted in 1925. |
| Schilpp 152 | 1922 | Sidelights on Relativity: I. Ether and Relativity. II. Geometry and Experience                      | GB Jeffrey and W Perrett | Methuen (London)                       | Special and general relativity. Translation of publications #131 and 143. Republished in 1923 by Dutton (New York) imprint. The second part, Geometry and Experience, was published separately in 1947 as chapter 8 of Methods of the sciences from the Chicago University. |
| Schilpp 153 | 1922 | Prospettive Relativistiche dell'Etere e della Geometria                                             | R. Cantù and T. Bembo    | Andare (Milano)                        | Special and general relativity. Italian translation of publications #131 and 143. |
| Schilpp 154 | 1922 | A Különleges és az Általános Relativitás, Elmélete                                                  | Unknown                  | Patheon irodalmi (Budapest)            | Special and general relativity. Hungarian translation of publication #129. |
| Schilpp 155 | 1922 | O Fizicheskoi Prirodie Prostranstva                                                                 | GB Itel'son              | Slowo (Berlin)                         | Special and general relativity. Russian translation of publications #131 and #143 under the title "Physical nature of space". |
| Schilpp 166 | 1923 | Cztery odczyty o teorji Wzglednosci wygloszone w 1921 na Uniwersytecie w Princeton                  | A Gottfryda              | Renaissance-Verlag (Viena)             | Special and general relativity. Polish translation of publication #142. |
| Schilpp 167 | 1923 | Matematicheskija Osnovy Teorii Otnositel'nosti                                                      | GB Itel'son              | Slowo (Berlin)                         | Special and general relativity. Russian translation of publication #142. |
| Schilpp 169 | 1923 | [A Popular Exposition of the Special and General Theories of Relativity]                            | Unknown                  | Gitlina (Warsaw)                       | Special and general relativity. Yiddish translation (in Hebrew characters) of publication #129. |
| Schilpp 179 | 1924 | Quatre conférences sur la théorie de la relativité, faîtes à l'université de Princeton              | Maurice Solovine         | Gauthier (Paris)                       | Special and general relativity. French translation of publication #142. A second printing was dated 1925. |
| Schilpp 189 | 1925 | Sur l'électrodynamique des corps en mouvement                                                       | Maurice Solovine         | Gauthier (Paris)                       | Special relativity. French translation of publications #9 and 10, part of the series Maîtres de la pensée scientifique. |
| Schilpp 198 | 1926 | Investigations on the Theory of the Brownian Movement (R. Fürth, ed.)                               | AD Cowper                | Methuen (London)                       | Mecânica estatística. English translation of publication #157. Also published under the Dutton imprint in New York. |
| Schilpp 215 | 1928 | Al Torath Ha-Yahasiuth Ha-Peratith Weha-Kelalith (Harzaah Popularith)                               | Jacob Greenberg          | Dvir (Tel Aviv)                        | Special and general relativity. Hebrew translation of publication #129. |
| Schilpp 280 | 1938 | Drie Eeuwen Physica van Galilei tot Relativiteitstheorie en Quantumtheorie                          | MC Geerling              | Centen (Amsterdam)                     | História da física. Dutch translation of publication #279. |
| Schilpp 281 | 1938 | L'évolution des idées en physique des premiers concepts aux théories de la relativité et des quanta | Maurice Solovine         | Flammarion (Paris)                     | História da física. French translation of publication #279. |
| Schilpp 304 | 1948 | El Significado de la Relatividad                                                                    | Dr. Carlos E. Prelat     | Espasa-Calpe (Buenos Aires)            | Special and general relativity. Spanish translation of publication #297. |